# زتا مارافسای

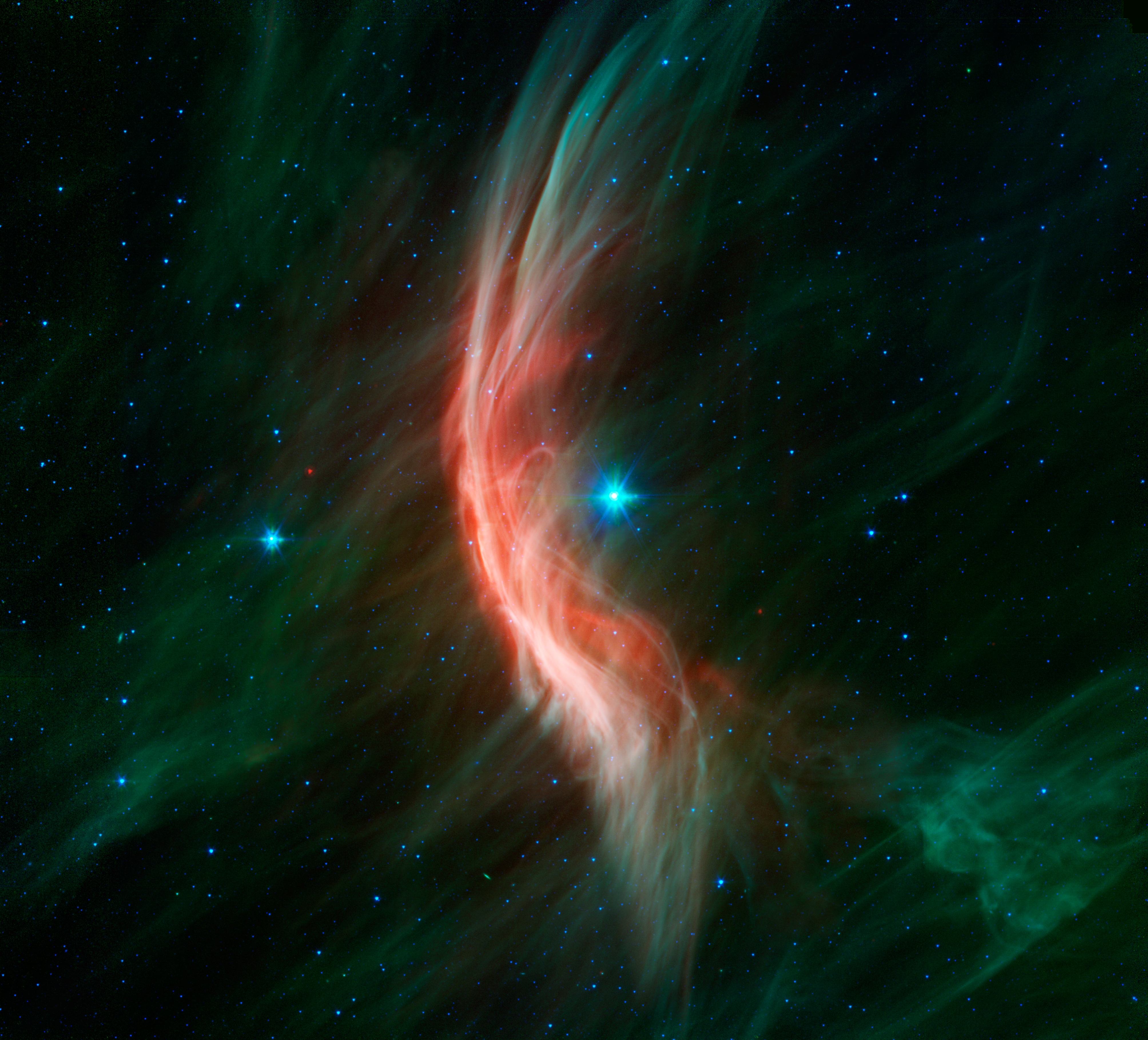
زتا مارافسای، غول ستاره ای که بیشتر به رنگ آبی روشن دیده می‌شود و درمیان ابر بزرگی از غبار و گاز بین ستاره ای قرار دارد

زتا مارافسای یک ستاره است که در صورت فلکی مارافسای قرار دارد. این ستاره که با نام اصلی Zeta Ophiuchi شناخته میشود جرمی حدود ۲۰ برابر جرم خورشید دارد. تخمین زده می‌شود عمر این ستاره حدود ۴ میلیون سال باشد و۴۵۸ سال نوری از زمین فاصله دارد.
این ستاره به اندازه ای درخشان است که اگر با پوشش غباری ضخیم احاطه نشده بود ۶۵۰۰۰برابر درخشان تر میشد.
ستاره‌ی زتا احتمالا زمانی عضو یک سیستم دو ستاره‌ای بوده که این دو به عنوان ستاره‌ های همدم شناخته می‌شدند اما ستاره همدم زتا به دلیل پرجرم تر بودن، منفجر میشود و از آن زمان ستاره‌ی زتا به صورت بی‌هدف حرکت میکند!